# Cantón de Sissonne
El cantón de Sissone era una división administrativa francesa, que estaba situada en el departamento de Aisne y la región de Picardía.

## Composición
El cantón estaba formado por veinte comunas:
- Boncourt
- Bucy-lès-Pierrepont
- Chivres-en-Laonnois
- Coucy-lès-Eppes
- Courtrizy-et-Fussigny
- Ébouleau
- Gizy
- Goudelancourt-lès-Pierrepont
- Lappion
- La Selve
- Liesse-Notre-Dame
- Mâchecourt
- Marchais
- Mauregny-en-Haye
- Missy-lès-Pierrepont
- Montaigu
- Nizy-le-Comte
- Sainte-Preuve
- Saint-Erme-Outre-et-Ramecourt
- Sissonne

## Supresión del cantón de Sissone
En aplicación del Decreto n.º 2014-202, de 21 de febrero de 2014, el cantón de Sissone fue suprimido el 22 de marzo de 2015 y sus 20 comunas pasaron a formar parte del nuevo cantón de Guignicourt.